# 프로테실라오스

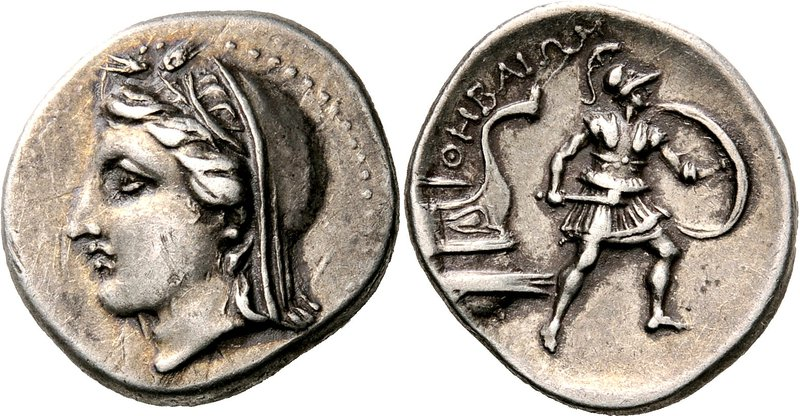

프로테실라오스(고대 그리스어: Πρωτεσίλαος)는 그리스 신화에 등장하는 영웅 중의 한 명으로 퓔라케의 지도자였다. 이피클레스의 아들로 포다르케스의 형이었다.

## 트로이아에서 전사함
이들 형제는 예전에 헬레네의 구혼자들로 메넬라오스를 돕기로 약속한 처지여서 트로이아 전쟁에 참여하게 되었다. 그는 동생 포르다케스와 함께 필라케, 퓌라소스의 병력을 거느리고 참전했는데 그들의 병력을 40척의 전함에 나누어 데리고 왔다.  신탁에 의하면 트로이아로 원정하는 그리스 군사들중 제일 먼저 배에서 내려 트로이아 땅을 밟는 사람이 제일 먼저 전쟁에서 죽을 것이다...고 했다. 프로테실라오는 제일 먼저 트로이아에 상륙한 그리스 장군이었으며 먼저 4명의 트로이 군을 죽인 후에 트로이아의 왕자 헥토르의 손에 죽었다. 프로테실라오스가 죽자 그의 동생 포다르케스가 형을 대신해 필라케군을 이끌었다.

## 프로테실라오스의 아내
프로테실라오스는 전쟁에 떠나기전 아카스토스의 딸 라오다메이아(일설에는 멜레아그로스의 딸, 폴리도라라고도 함)와 결혼했는데 두 사람 사이에는 아직 아이가 없었다. 프로테실라오스가 전장에서 죽자 그의 부인은 너무나 슬퍼한 나머지 식음을 전폐하고 이를 딱하게 여긴 신들이 남편 프로테실라오스를 저승에서 잠깐 불러내어 아내에게 보내주었다고 한다.
프로테실라오스의 아내는 청동으로 남편의 형상을 만들었는데 너무나 그 청동상에 심취하여 마치 살아있는 남편을 대하듯 했다. 이를 목격한 그녀의 아버지가 화가나서 그 청동상을 불태워 버렸는데 그녀도 그만 그 불에 함께 뛰어들어 자살했다.
그리스 비극 작가 에우리피데스가 프로테실라오스를 소재로 비극을 썼다고 하는데 현재 전해지지 않는다.